# Lucio Sanseverino
Lucio Sanseverino (Nápoles, 1566 - Salerno, 25 de dezembro de 1623) foi um cardeal do século XVII.

## Biografia
Nasceu em Nápoles em 1565. Dos príncipes de Bisignano. Segundo dos sete filhos de Giovanni Giacomo Sanseverino, conde de Saponara, e Cornelia Pignatelli, marquesa de Cerchiaro. Os outros irmãos eram Ferdinando, Fabrizio, Delia, Vittoria, Ascanio e Delia (Aurelia). A família deu à igreja vários cardeais: Guglielmo Sanseverino (1378); Federico Sanseverino (1489); Antonio Sanseverino, OSIo.Hieros. (1527); e Stanislao Sanseverino (1816).
Referendário dos Tribunais da Assinatura Apostólica da Justiça e da Graça no pontificado do Papa Gregório XIII.
Eleito arcebispo de Rossano, com dispensa por ainda não ter atingido a idade canônica, em 2 de dezembro de 1592. Consagrado em 21 de dezembro de 1592, igreja de S. Maria Vallicella, Roma, pelo cardeal Alessandro de' Medici, arcebispo de Florença (sem informações encontrados nos co-consagrantes). Na mesma cerimônia foi consagrado Francesco Maria Tarugi, arcebispo de Avignon e futuro cardeal. Recebeu o pálio em 11 de janeiro de 1593. Transferido para a sede metropolitana de Salerno em 19 de novembro de 1612, depois de ter sido apresentado pelo rei da Espanha. Núncio na Flandres, 1º de junho de 1619 até maio de 1621.
Criado cardeal sacerdote no consistório de 21 de julho de 1621; recebeu o gorro vermelho e o título de S. Stefano al Monte Celio, em 30 de agosto de 1621. Participou do conclave de 1623, que elegeu o Papa Urbano VIII. Optou pelo título de S. Eusébio, a 27 de setembro de 1623.
Morreu em Salerno em 25 de dezembro de 1623, em sua residência. Enterrado na catedral metropolitana de Salerno. A notícia de sua morte chegou a Roma em 31 de dezembro de 1623.